# Glenea sylvia
Glenea sylvia là một loài bọ cánh cứng trong họ Cerambycidae.